# Boyfriend (canción de Ashlee Simpson)
«Boyfriend» (en español: «Novio») es una canción de la cantante estadounidense Ashlee Simpson, lanzada como primer sencillo de su segundo álbum de estudio, I Am Me, el 6 de septiembre de 2005. La canción fue escrita por Kara DioGuardi, Simpson y John Shanks. 
Con esta canción Simpson obtuvo  dos premios MTV Australia Video Music Awards en las categorías Mejor Artista Femenino y Mejor Video Pop.

## Antecedentes
En la letra de la canción expresa, a una chica diciéndole a otra chica, que ella no le robo su novio. Simpson ha negado los rumores de que la canción se refiere a una supuesta relación con Wilmer Valderrama, exnovio de Lindsay Lohan, diciendo: "No se trata de una persona en particular, es solo algo con que cualquier chica podría identificarse... Es una canción sobre [que] todas las chicas por ahí a veces piensan que les robaron el novio. Es solo que se burlan de eso. Sin embargo, dijo que la canción era su manera de burlarse de algo que tuvo que pasar, y ha dicho que deja a la imaginación la cuestión de sobre quién trata la canción.
La canción ha sido descrita como "un atasco triángulo amoroso punky". Originalmente, "L.O.V.E." iba a ser lanzado como el primer sencillo de I Am Me, pero fue reemplazado por "Boyfriend". El sencillo fue producido por John Shanks, quien anteriormente colaboró con Ashlee en su primer álbum Autobiography, todas las canciones del disco I Am Me, fueron escritas por Ashlee, Shanks y Kara DioGuardi.

## Vídeo musical
El vídeo musical de "Boyfriend" fue dirigido por Marc Webb, y filmado en Los Ángeles (California) durante dos días (31 de agosto y 1 de septiembre de 2005). Fue objeto de un episodio de Making the Video de la cadena MTV, el cual salió a aire el 12 de septiembre. Simpson apareció a estrenar el video en Total Request Live el 13 de septiembre, y que debutó en el TRL top ten cuenta regresiva el 14 de septiembre en el número 9, llegando a número  3 al día siguiente, y alcanzando el 1 el 20 de septiembre, se mantuvo por días más en esa posición.

### Trama
El vídeo comienza con una persecución policial hacia el coche de Simpson. Finalmente ella los evade y alcanza un depósito de chatarra, donde ella y su banda tocar la canción ante una multitud de jóvenes. Al final del video Simpson salta a los brazos de Efren Ramírez, y él la lleva.

## Recepción

### Comercial
"Boyfriend", debutó en el Billboard Hot 100 en septiembre en la posición n.º 71, en parte gracias a sus fuertes descargas digitales, y en su segunda semana de lanzamiento, que subió de n.º 71 a n.º 24 (también el aumento de n.º 32 a n.º 7 en la lista Hot Digital Songs), por lo que es el segundo mayor éxito de Simpson en el Hot 100 hasta la fecha ("Pieces of Me" alcanzó el puesto n.º 5 en el Hot 100 en 2004). A pesar de que continuó cayendo durante un par de semanas después de llegar a n.º 24, que más tarde se recuperó en las listas de éxitos y alcanzó un nuevo máximo de n.º 19. En Canadá, "Boyfriend" alcanzó el puesto n.º 99.
"Boyfriend" es también la tercera canción de Ashlee para alcanzar el top 10 en Australia, donde debutó en la lista para el 31 de octubre posteriormente alcanzó la posición n.º 8.  "Boyfriend" obtuvo una certificación oro en ese país. En el Reino Unido, "Boyfriend", fue lanzado el 30 de enero de 2006. Se debutó y alcanzó el número 12 (de pasar cuatro semanas en el top 40), su más bajo debut hasta el momento (a pesar de que era su tercer top 20 hit), detrás de "Pieces of Me" (alcanzando el puesto n.º 4) y "La La"(alcanzando el puesto n.º 11).
En Nueva Zelanda la canción debutó en el n.º 23 a principios de noviembre, donde se mantuvo en su segunda semana, antes de subir al n.º 21 en su tercera semana. Luego cayó al número 30, antes de subir de nuevo a número 26 en su quinta semana. En su sexta semana cayó de nuevo para el número 37, Luego cayó al número 30, antes de subir de nuevo a número 26 en su quinta semana. En su sexta semana cayó de nuevo para el número 37, y fue entonces fuera de la tabla por dos semanas antes de regresar en el número 40; posteriormente se cayó de la lista de nuevo por una semana y luego regresó en el número 37 de su semana de la octava y última en la lista. La canción alcanzó el número 19 en Noruega. En Austria, que debutó y alcanzó el puesto número 45.

## Actuaciones en vivo
Simpson interpretó "Boyfriend" en Sessions@AOL en Internet y, posteriormente, en Saturday Night Live en el episodio del 8 de octubre, como el segundo de sus dos actuaciones en esa noche (la primera fue "Catch Me When I Fall"). Para la fecha del lanzamiento del álbum, interpretó la canción Good Morning America y en Total Request Live  y luego en el 21 de octubre en The Tonight Show y el octubre 24 episodio de The Ellen DeGeneres Show. Además de estas actuaciones, también cantó "Boyfriend" en la gira. En enero de 2006, interpretó la canción en el Top of the Pops Reloaded en el Reino Unido.

## Lista de canciones
CD Single Versión: Norteamericana
1. «Boyfriend»
2. «Boyfriend» (Instrumental)
3. «La La» (Fernando Garibay Edit)
4. «Boyfriend» (Video)

CD Single Versión: Británica
1. «Boyfriend»
2. «Pieces of Me» (versión álbum)

CD Maxi-Single Versión: Británica
1. «Boyfriend»
2. «Boyfriend» (García & Page remix)
3. «La La» (Fernando Garibay edit)
4. «Boyfriend» (video)

## Posicionamiento
| Listas (2005 - 2006)                | Posición |
| ----------------------------------- | -------- |
| Australia (ARIA)                    | 8        |
| Austria (Ö3 Austria Top 40)         | 45       |
| Bélgica (Flandes) (Ultratop 50)     | 34       |
| European Hot 100 Singles            | 46       |
| Alemania (Media Control AG)         | 56       |
| Hungría (Dance Top 40)              | 40       |
| Irlanda (IRMA)                      | 13       |
| Países Bajos (Dutch Top 40)         | 3        |
| Países Bajos (Mega Single Top 100)  | 59       |
| Nueva Zelanda (Recorded Music NZ)   | 21       |
| Noruega (VG-lista)                  | 19       |
| Reino Unido (UK Singles Chart)      | 12       |
| Ucrania (FDR Charts)                | 5        |
| US Billboard Hot 100                | 19       |
| US Mainstream Top 40 (Billboard)    | 20       |
| US Hot Dance Club Songs (Billboard) | 19       |